# آدیچا
آدیچا (به لاتین: Adycha) یک رود در روسیه است که در یاقوتستان واقع شده‌است.